# Андауайлас (аэропорт)
Аэропорт Андауа́йлас (исп. Aeropuerto de Andahuaylas) — аэропорт, расположенный в южной части Перу в 17,5 километрах от центра города Андауайлас.
Является основным аэропортом в регионе Апуримак.

## История
Аэропорт начал свою работу в 1964 году.
В августе 2017 года президент Перу Педро Пабло Кучински сообщил, что правительство планирует улучшить некоторые провинциальные аэропорты, в том числе аэропорт Андауайлас.

## Характеристики
Аэропорт способен принимать самолёты Boeing 737-200 и другие классом ниже.
PCN взлётно-посадочной полосы 28/F/C/X/T.
В феврале 2016 года в аэропорту была запланирована установка современного оборудования и аэронавигационной системы.

## Авиакомпании и направления
В марте 2020 года было восстановлено регулярное сообщение с Лимой. Рейсы стала выполнять авиакомпания ATSA Peru. Также ожидался приход и второго перевозчика - Star Peru.

## Статистика
|                | 2015   | 2016   | 2017 | 2018 | 2019 |
| -------------- | ------ | ------ | ---- | ---- | ---- |
| Пассажиропоток | 19 099 | 12 809 | 8337 | 8490 | 86   |
| Грузопоток     | 15,4   | 10,9   | 4,4  | 3,7  | 0,07 |
| Самолетовылеты | 749    | 518    | 348  | 284  | 60   |